# سكوت برودي
سكوت برودي (بالإنجليزية: Scott Brodie)‏ هو مجدف كندي، ولد في 13 يوليو 1971 في سانت كاثرينز في كندا.

## وصلات خارجية
- سكوت برودي على موقع الاتحاد الدولي للتجديف (الإنجليزية)
- سكوت برودي على موقع اللجنة الأولمبية الدولية (الإنجليزية)
- سكوت برودي على موقع أوليمبيديا (الإنجليزية)